# 낸시 컬프
낸시 컬프(Nancy Kulp, 1921년 8월 28일 ~ 1991년 2월 3일)는 미국의 배우이다. 드라마 《비벌리 힐빌리스》 (The Beverly Hillbillies)의 "제인 해서웨이" 역으로 유명했다.

## 출연 작품
- 비버리 힐빌리즈 - TV 영화 (1981)
- 사랑의 유람선 (1977)
- 샌포드 앤 선 (1972)
- 아리스토캣 (1970)
- 팻시 (1964)
- 비버리 힐빌리즈 (1962)
- 페어런트 트랩 (1961)
- 선셋 77번가 (1958)
- 페리 메이슨 (1957)
- 이브의 세 얼굴 (1957)
- 포에버 다링 (1956)
- 애니씽 고즈 (1956)
- 젊음의 원천 (1956)
- 샤이안 (1955)
- 사브리나 (1954)
- 캐디 (1953)
- 히어 컴 더 걸스 (1953)
- 셰인 (1953)
- 모델과 중매장이 (1951)